# Laura Chamiot Maitral
Laura Chamiot Maitral (10 aprile 1998) è una fondista francese.

## Biografia
Attiva in gare FIS dal febbraio del 2014, la Chamiot Maitral ha esordito in Coppa del Mondo il 17 dicembre 2016 a La Clusaz (58ª) e ai Campionati mondiali a Seefeld in Tirol 2019, dove è stata 43ª nello skiathlon e 8ª nella staffetta.

## Palmarès

### Coppa del Mondo
- Miglior piazzamento in classifica generale: 113ª nel 2019